# Милутин Драгојловић
Милутин Драгојловић (Нови Сад, 27. март 1953. — Београд, 16. март 2015.) био је српски сликар и професор на Факултету ликовних уметности (ФЛУ) у Београду.

## Биографија
Милутин Драгојловић је дипломирао на сликарском одсеку ФЛУ 1978. у класи професора Стојана Ћелића. Постдипломске студије завршава 1980. код истог професора. 1984. постаје асистент на предмету Сликарска технологија, а од 2001. је у звању редовног професора. Од 2000. до 2003. је уз редован ангажман на ФЛУ предавао Сликарску технологију првим генерацијама студената новооснованих факултета у Бања Луци и Универзитету "Браћа Карић“ у Београду.
1980. је добио две значајне награде из области сликарства: Златну палету УЛУС-а  и Награду 21. Октобарског салона.
Од 1974. године бави се рестаурацијом и конзервацијом покретних и непокретних културних добара у земљи и иностранству: Црква светог Николе у Рамаћи, манастир Копорин, копира фреске за потребе Галерије Фресака при Народном музеју у Беогреду, учествује у рестаурацији зграде лучке капетаније у Сочију.